# 반도사관
반도사관(半島史觀) 또는 반도적 성격론(半島的 性格論)은 일제강점기에 일제가 만들어낸 식민사학의 일종이다. 한국의 역사가 반도라는 지리적 특성에 의해 결정되었으며, 특히 대륙 세력과 해양 세력의 변동에 따라 타율적으로 변화했다는 점을 강조한다. 지리결정론의 일종이며, 식민사학의 대표적인 이론인 타율성론의 주요 주장 가운데 하나이다.

## 주요 주장
1940년 일본의 관학자 미시나 쇼에이(三品彰英)가 쓴 《조선사개설 朝鮮史槪說》에서 처음 입론되었다. 쇼에이는 한국이 반도라는 지리적 특성을 가지고 있기 때문에 한국사는 동양사의 중심에서 벗어난 주변 세력이 되며 정치적·문화적으로 항상 외부 세력 항쟁에 시달리고, 때로는 다른 세력의 지배를 받을 수밖에 없었다고 주장하였다. 이를 통해 한국사의 성격을 부수성(附隨性)·주변성·다린성(多隣性)으로 규정지었다. 한국사의 이러한 반도적 성격은 대외관계에서뿐만 아니라 정치·사회·문화에서도 영향을 끼쳐 사대주의가 한국사 전개의 기본원리가 되었다고 서술하였다. 이러한 사대주의로 인해 한국의 사회와 문화 전체가 중국을 모방한 것에 불과하며 나아가 사대주의적 성격이 한국인의 의식구조·행동양식 등 일상의 모든 것을 규정하여 민족성으로까지 발전했다고 강변했다.
이러한 반도적 성격론에 따르면 한국은 자주적인 역사 결정을 이룬 것이 없다고 여기게 되며, 외세에 의한 식민지배가 불가피한 것이라고 인식된다. 일제는 이를 통해 대륙 세력의 침략적인 지배보다는 일본의 온정적인 지배를 받는 것이 한국인을 위해 도움이 된다는 논리를 설파하였다. 이를 통해 타율성론과 함께 일제의 침략과 지배를 숙명적인 것으로 받아들이게 하였던 것이다.

## 반론
반도사관에 대한 반론은 광복 이후 역사학계의 연구를 통해 제기되었다.

## 대륙사관과 반도사관
재야사학 또는 의사 역사학에 해당하는 소위 대륙사관은 흔히 반도사관에 대응하는 개념으로 이해하는 경우가 일부 있다. 대륙사관에서 제기하는 반도사관이란 한국의 역사적 무대를 반도로 한정짓는 주장, 혹은 대륙에 위치하고 있던 한민족의 역사를 반도에 한정되었다고 왜곡하는 주장이다. 대륙사관은 이러한 ‘한반도에 국한된 역사’가 왜곡된 것이라 주장하며 한민족의 역사는 대륙에서도 이루어진 것이라고 주장한다.
그러나 이러한 시각은 현재 국사학계에서 인정받지 못한다. 학계에서는 이러한 논리의 기본적인 근거가 되는 반도사관의 개념, 그리고 이에 대한 대륙사관의 대응이 실제로는 반도사관의 본래 주장에서 벗어나지 못한 그릇된 논리로서 오히려 식민사학을 확대 재생산하는 것에 해당하는 것이라고 본다. 한반도에서 이루어진 역사적 사실을 부정함으로써 스스로 반도에서 이루어진 역사는 부끄러운 것이라는 열등감을 표출한다는 것이다. 또한 이는 일제가 의도한 반도적 성격론의 틀을 깨지 못한 채 틀 안에서 사고하여 단편적인 반발을 하는 것이라고 본다.

## 같이 보기
- 식민사관
- 대륙사관

## 참고 문헌
《한국사신론》